# هاري بوردمان
هاري بوردمان (بالإنجليزية: Harry Boardman)‏ هو مغني بريطاني، ولد في 1930، وتوفي في 1987.

## وصلات خارجية
- هاري بوردمان على موقع ميوزك برينز (الإنجليزية)
- هاري بوردمان على موقع ديسكوغز (الإنجليزية)